# Lo i Fröksmon
Lo i Fröksmon – miejscowość (småort) w Szwecji w gminie Kramfors w regionie Västernorrland. Około 133 mieszkańców.